# Fleuré, Orne

Fleuré este o comună în departamentul Orne, Franța. În 1 ianuarie 2022 avea o populație de 205 de locuitori.